# Guerra da Reforma
A Guerra da Reforma ou Guerra dos Três Anos foi uma guerra civil que decorreu no México entre Dezembro de 1857 e Janeiro de 1861. Com o passar do tempo, tornou-se uma guerra sangrenta e bipolarizou o povo mexicano. Muitos dos moderados juntaram-se aos liberais, convencidos de que era necessário diminuir e controlar o grande poder detido pela Igreja Católica do México. Durante algum tempo existiram dois governos paralelos, um conservador e outro liberal, com sedes na Cidade do México e Veracruz, respectivamente. A guerra terminou com a vitória dos liberais e o regresso da administração de Benito Juárez à Cidade do México.

## Antecedentes

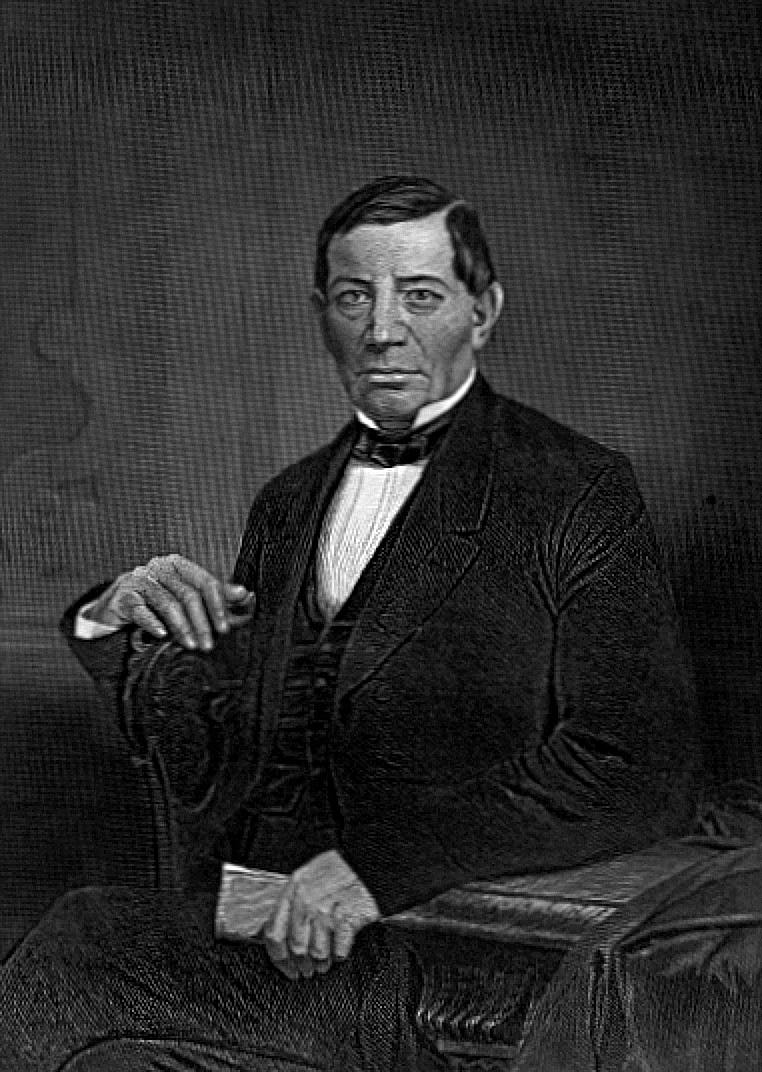
Benito Juárez líder liberal na Guerra da Reforma

Em 1857, a situação política do México deteriorara-se de tal forma que o primeiro Congresso Constitucional, que havia eleito Ignacio Comonfort como Presidente da República e Benito Juárez como presidente do Supremo Tribunal de Justiça, conferiu ao executivo poderes extraordinários. Estes poderes permitiam, inclusivamente, a suspensão dos artigos constitucionais relativos às garantias e liberdades individuais enquanto durasse a situação de instabilidade. No entanto esta, em vez de diminuir, aumentou progressivamente até ao deflagrar de uma das guerras mais sangrentas que o México conheceu.
A constituição de Março de 1857, permitiu acabar com alguns dos resquícios do regime colonial, no entanto foi a Guerra da Reforma o processo pelo qual os liberais conseguiram impor o seu conceito de modernidade. A ameaça de um possível golpe de estado e a incapacidade do presidente Comonfort em actuar firme e decididamente, precipitou o início do conflito armado. Em 17 de Dezembro de 1857 Félix María Zuloaga proclamou o Plano de Tacubaya, segundo o qual a constituição deixava de vigorar e Comonfort seguiria à frente do executivo, governando com amplos poderes; convocava ainda um congresso extraordinário que deveria redigir uma nova constituição de acordo com a vontade da nação e terminava os cargos de todos aqueles que não estivessem de acordo com este plano.
Pressionado pelas circunstâncias, Comonfort decidiu juntar-se aos sublevados. Parte dos seus colaboradores renunciou aos seus cargos, enquanto que Benito Juárez, presidente do supremo tribunal, Isidoro Olivera, presidente do congresso e alguns deputados foram encarcerados. Os estados da república dividiram-se entre aqueles que apoiavam o plano de Tacubaya e os que defendiam a ordem constitucional vigente.
Por seu turno, os conservadores pressionaram Comonfort para que este revogasse as reformas liberais, ao que este não acedeu. Rapidamente, tentou então a reconciliação com a ala liberal, libertando Benito Juárez e levando a cabo confrontos armados com os conservadores dos quais sairia em posição difícil. Ante a inutilidade da resistência decidiu não prosseguir a luta e abandonou o país deixando-o imerso numa guerra civil.

## Guerra civil

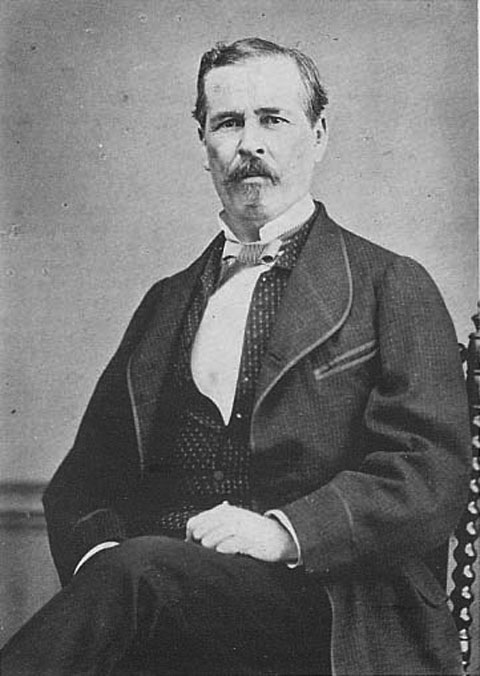
Uma foto de Félix Zuloaga

### Fase inicial
Como consequência da decisão de Comonfort formam-se dois governos paralelos. Um deles é liderado por Benito Juárez quem, na qualidade de presidente do supremo tribunal, deveria assumir a presidência em caso de ausência do presidente; o outro é presidido por Félix Zuloaga, a quem uma junta de representantes havia eleito presidente. Juárez começou por estabelecer o governo em Guanajuato, enquanto que Zuloaga, na capital, governava com as chamadas Cinco Leis, que de facto revogavam algumas das reformas liberais como a Lei Lerdo, a Lei Iglesias e a Lei Juárez, entre outras. As diversas entidades do país tomariam uma posição, cada uma defendendo um destes governos.
O exército e o governo liberais foram severamente derrotados em várias ocasiões, obrigando o governo liberal a tornar-se itinerante, acabando por fixar-se em Veracruz. Apesar de tudo este continuaria a emitir uma série de disposições legislativas que simbolizavam uma postura ainda mais radical que aquela emanada do congresso constituinte de 1857. A legislação publicada em Veracruz contemplou vários aspectos da vida do país e dos seus habitantes.

### Leis da reforma
As leis decretadas a partir de Veracruz, conhecidas como as Leis da Reforma, estabeleciam o fim da separação entre a igreja e o estado. Em 12 de Julho de 1859 foi promulgada a lei da nacionalização dos bens da Igreja; a 23 do mesmo mês a Lei do Matrimónio Civil; a 28 a Lei Orgânica do Registo Civil e a lei sobre o estado civil das pessoas; a 31 o decreto declarando o cessar da intervenção do clero nos cemitérios. A 11 de Agosto foram regulamentados os dias feriados e a proibição de assistência oficial às funções da igreja. Um ano mais tarde, a 4 de Dezembro de 1860 publicou-se a Lei da Liberdade de Culto. Este conjunto de leis deram início de uma nova era na política, economia e cultura do país.

### Fase final
Enquanto isto, a guerra civil e os constantes confrontos esgotavam a pouco e pouco os mexicanos, cansados desta luta fratricida. Em Janeiro de 1859 os conservadores haviam nomeado como presidente Miguel Miramón, que não conseguiu desalojar Juárez de Veracruz. Nesse mesmo ano os Estados Unidos reconhecem o governo liberal de Juárez, levando Miramón a tentar a conciliação entre as duas facções em conflito. No entanto, a partir de Junho de 1860, o curso da guerra muda significativamente em favor dos liberais, em grande medida devido às divergências internas cada vez mais notórias entre os conservadores. Em 1860 o general liberal Jesús González Ortega, inflige duas decisivas derrotas aos conservadores: a primeira em Agosto, na cidade de Silao Guanajuato, e depois em Dezembro, em Calpulalpan, Tlaxcala, conseguindo entrar na Cidade do México a 1 de Janeiro de 1861. A 11 de Janeiro Benito Juárez forma novo governo na capital.

## Consequências
Convencido já da iminente vitória liberal, Juárez convocara, em 6 de Novembro de 1860, eleições presidenciais e congressionais. O presidente tinha, durante três anos, governado com poderes excepcionais, pelo que se impunha o restabelecimento da legalidade do governo pelo congresso. Por esta altura, o poder legislativo constituía, sem dúvida, a força política mais importante, inclusivamente mais importante que o poder executivo. Por seu lado, este último, necessitava uma vitória eleitoral para poder governar de acordo com a ordem constitucional.
Após uma votação muito cerrada, o governo juarista saíria vitorioso, com poucos votos de vantagem. O congresso nomeou Benito Juárez presidente e González Ortega presidente do supremo tribunal, o que implicava que este último seria o substituo legal do presidente.
As sessões do congresso foram decorrendo por no meio de grande tensão política, a qual obrigou o presidente a suspender novamente algumas das garantias individuais consignadas na constituição. Uma vez restabelecida a ordem constitucional a nível nacional, procurou-se sustentar as leis proclamadas em Veracruz, sendo promulgadas algumas novas, como o decreto de Dezembro de 1861 que secularizava os hospitais e as instituições de beneficência.
Estes novos ataques aos interesses conservadores provocaram nova revolta do exército conservador. Apesar de derrotado pelos liberais, Zuloaga fez nova nova proclamação declarando-se presidente da república. A inquietação política regressou, produzindo novos confrontos partidários, inclusivamente contra Juárez, quem se esforçava por manter-se dentro da ordem constitucional.
Porém, os assassinatos de Melchor Ocampo e Santos Degollado em 1861, levados a cabo pela reacção, tornaram a situação do país de novo crítica. O governo já enfraquecido pela elevada dívida externa, resultado do impacto da guerra civil nas finanças nacionais, perdia ainda mais força com os conflitos que opunham os vários poderes do país. A dívida total era em 1861 de 82 milhões de pesos.
Com o objectivo de travar os conflitos internos e melhorar as finanças do país, o executivo tomou medidas drásticas. Como corolário desta angustiante situação, o governo apresentaria ao congresso uma iniciativa de lei com vista à suspensão do pagamento da dívida externa e obrigações por um período de dois anos. Discutida pela assembleia legislativa, esta iniciativa seria aprovada em Junho de 1861, sendo revogada em Novembro do mesmo ano. A revogação veio, no entanto, demasiado tarde. A resposta das potências afectadas pela suspensão dos pagamentos havia sido imediata e a atitude assumida pelos governos estrangeiros pressagiava já a Segunda intervenção francesa no México.